# Semibalanus balanoides
Espèce
Semibalanus balanoides (anciennement Balanus balanoides) est une espèce de crustacés cirripèdes, une balane (du grec balanos = gland) très commune sur les estrans rocheux européens où elle atteint son abondance maximale à peu près au niveau moyen de la mer. Elle s’installe également sur des supports rigides divers: coque des navires, perches, balises, coquille de mollusques (notamment sur les moules) etc.
L’espèce se trouve aussi bien sur les estrans très exposés qu’en mode abrité, elle pénètre aussi dans la partie aval des estuaires et tolère des salinités de l’ordre de 20 pour mille.

## Description
Semibalanus balanoides possède une muraille de couleur blanche dont la longueur, entre la base du rostre et la base de la carène atteint 10, voire 15 mm pour une hauteur de 8 mm environ. Cependant dans les colonies denses, dans lesquelles les individus, serrés les uns contre les autres, prennent une forme cylindrique, prismatique ou « en trompette », la hauteur peut atteindre 25, voire, exceptionnellement, 50 mm.
À l’examen de la muraille d’un individu isolé on s’aperçoit qu’elle est constituée de 6 plaques :
- l’antérieure ou « rostre » (considéré comme résultant de la fusion de trois pièces : le rostre proprement dit et les deux rostrolatérales) est nettement la plus large et elle recouvre par ses bords les pièces voisines,  Semibalanus', nomenclature des plaques.
- les latérales.

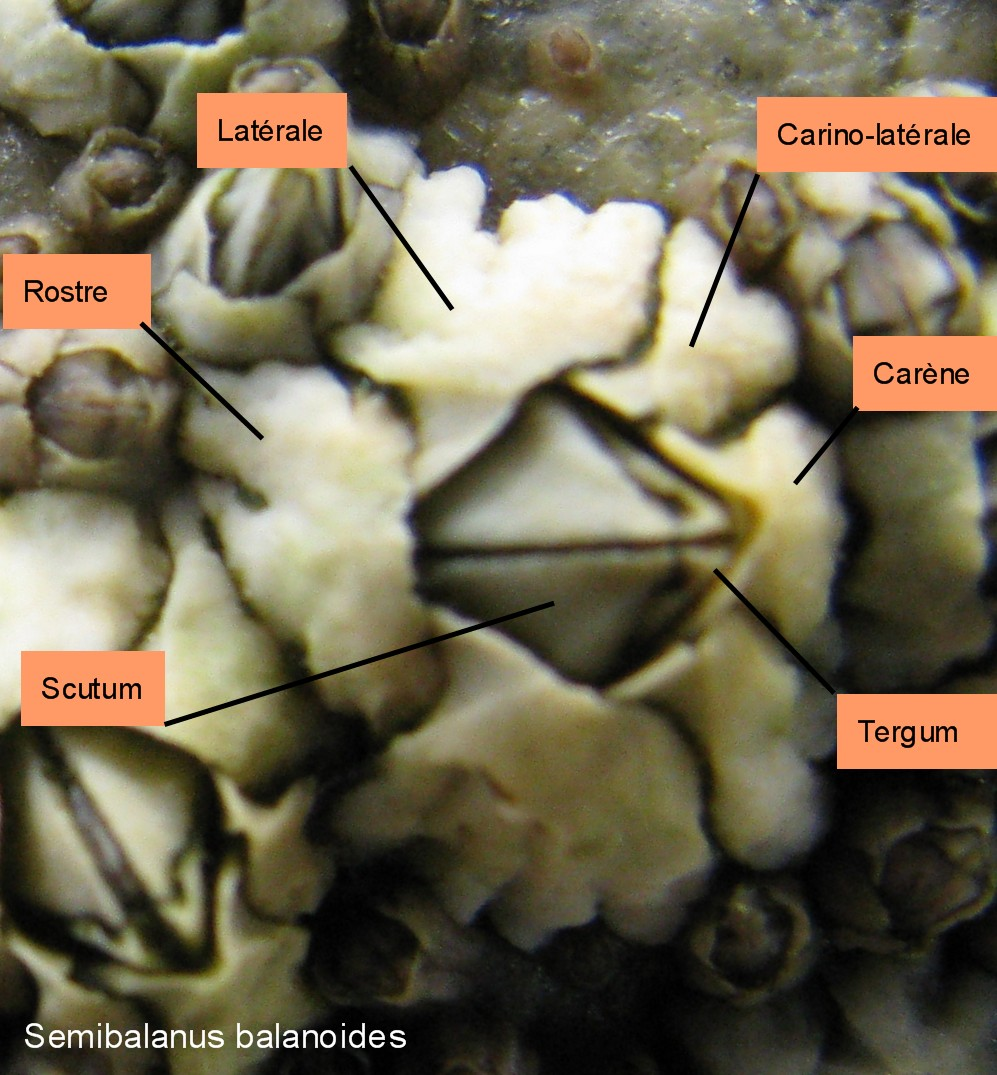
Semibalanus', nomenclature des plaques.

- À l’opposé du rostre, la plaque postérieure ou carène, est par contre étroite et ses bords sont recouverts par les plaques voisines,
- les carinolatérales.

Cette disposition des plaques, notamment rostre et carène, permet de distinguer aisément Semibalanus des chthamales (genre Chthamalus) avec lesquelles elle voisine en haut de l’estran.
L’animal repose sur le substrat par une base membraneuse qui laisse apparaître le support lorsqu’il en est décollé et après sa mort il ne reste pas de marque apparente de sa présence lorsque la muraille est détruite.
L’orifice supérieur de la muraille, de forme losangique, peut être obturé par deux paires des plaques dites operculaires :
- en avant (près du rostre) les scutum,
- en arrière (près de la carène) les tergum.

Entre ces plaques apparaissent, lorsque l’animal est au repos dans l’eau, les languettes tergoscutales (ou « lèvres ») qui sont blanches avec des taches noires à proximité du rostre.
La morphologie des parties molles, contenues dans la muraille, est celle décrite pour les balanomorphes en général. L’un des caractères saillants est la possession de six paires d’appendices thoraciques (= thoracopodes, = péréiopodes) biramés appelés cirres, dont les trois derniers, particulièrement longs servent à la capture de la nourriture.

## Reproduction
Semibalanus est un hermaphrodite simultané mais ne peut s’autoféconder. La fécondation est donc croisée, elle a lieu en fin d’automne (novembre-décembre).
Le transport des spermatozoïdes d’un individu à l’autre s’effectue grâce au pénis, extrêmement long et extensible implanté en arrière de la base des deux derniers cirres. Proportionnellement à la taille de l'animal, c'est le plus grand pénis du monde, puisqu'il atteint huit fois la longueur de son propriétaire : cet organe peut atteindre une longueur de 7,5 centimètres et la fécondation est possible entre deux individus éloignés de 5 centimètres environ. Les spermatozoïdes, mobiles chez les cirripèdes ce qui est exceptionnel chez les Crustacés, sont déposés dans la cavité palléale du partenaire où se réalise la fécondation.
L’animal fécondé pond des œufs nombreux qui sont agglomérés en deux masses compactes dans la cavité palléale, de chaque côté du corps. Il cesse alors de muer pendant quelques semaines et lors de la première mue, à partir de février, les tissus du pénis sont rejetées en même temps que l’exuvie. Cette ablation de l’organe est suivie d’une régénération progressive, à partir de l’été, qui le rend de nouveau fonctionnel pour la période de reproduction de fin d’année.
Les éclosions échelonnées se produisent de février à mars dans le sud et l’ouest du Royaume-Uni, en mai et juin au nord et à l’est, elles libèrent une larve nauplius, planctonique. La phase nauplius comporte 6 stades. Le dernier stade donne naissance à la cypris qui, bien qu’elle ne s’alimente pas, est susceptible de vivre plusieurs semaines dans le plancton (8 semaines au laboratoire  avant de parvenir à se fixer et se métamorphoser en adulte. Le pic des installations sur l’estran intervient en avril-mai dans l’ouest et mai-juin dans le nord et à l’est , de mars à mai à Saint Malo .
L’animal est apte à se reproduire dès la première année, lorsqu’il vit dans les niveaux inférieurs, mais la production de larves est faible, c’est donc à partir de la deuxième année que le reproduction libère des effectifs importants de larves (de l’ordre de 1500 à 2000 par individu et jusqu’à 13000). Il n’y qu’une seule ponte par an.

## Installation
Les larves cypris se fixent sur les rochers depuis le niveau des basses mers de moyenne vive eau jusqu’au niveau des pleines mers de moyenne vive eau. Elles s’installent préférentiellement dans les petites anfractuosités et dépressions de la roche.
On a dénombré jusqu’à 20 installations par centimètre carré en une marée et, en fin de saison, le nombre de petites balanes fixées peut atteindre 67 par centimètre carré.
La métamorphose des cypris dure de 20 à 30 heures. Le taux de survie au cours des premiers jours est très variable : de 1 à 92 % des jeunes meurent dans les 10 premiers jours et dans la partie haute de l’estran, 70 % des larves installées peuvent mourir dans les 24 premières heures par dessiccation.
Sur la partie moyenne de l’estran, les grandes algues (Ascophyllum, Fucus) en balayant les rochers sous l’action des vagues arrachent de nombreuses larves nouvellement installées (jours 0 à 6) mais les survivants ont ensuite un taux de survie supérieur à celui de ceux qui sont installés sur des surfaces nues.
La présence des algues a donc des effets négatifs au départ mais peut ensuite être plutôt favorable. Les cypris s’installeraient peu dans les zones à Ascophyllum, que les thalles soient présents ou aient été enlevés, elles se fixent dans la partie haute de la ceinture de Fucus serratus lorsque les algues ont été éliminées mais pas dans la partie inférieure de cette ceinture, que les thalles soient présents ou non
Les fortes mortalités initiales peuvent être compensées par de nouvelles installations, sur une durée de 4 semaines et plus, du fait que même à l’échelle d’un individu les éclosions des masses d’œufs sont étalées dans le temps.
Des algues rouges sont également susceptibles d’entrer en compétition avec Semibalanus pour l’occupation de l’espace et de limiter son installation dans la partie basse de sa zone de distribution

## Distribution des adultes
Dans la partie haute de l’estran la plupart, voire toutes les balanes installées meurent principalement de dessication ce qui délimite le niveau supérieur de leur distribution. Au niveau des pleines mers de morte eau les survivants sont en compétition avec les Chthamalus. À ce niveau leur croissance est lente mais leur espérance de vie peut atteindre 4 ans. Légèrement au-dessous de ce niveau, la compétition devient favorable à Semibalanus qui du fait d’effectifs supérieurs (meilleure survie) et d’une croissance plus rapide réduit, voire élimine la population de Chthamalus.

Depuis son introduction en Europe d’Elminius modestus (milieu du XXe siècle) concurrence fortement Semibalanus dans les milieux abrités et estuariens.

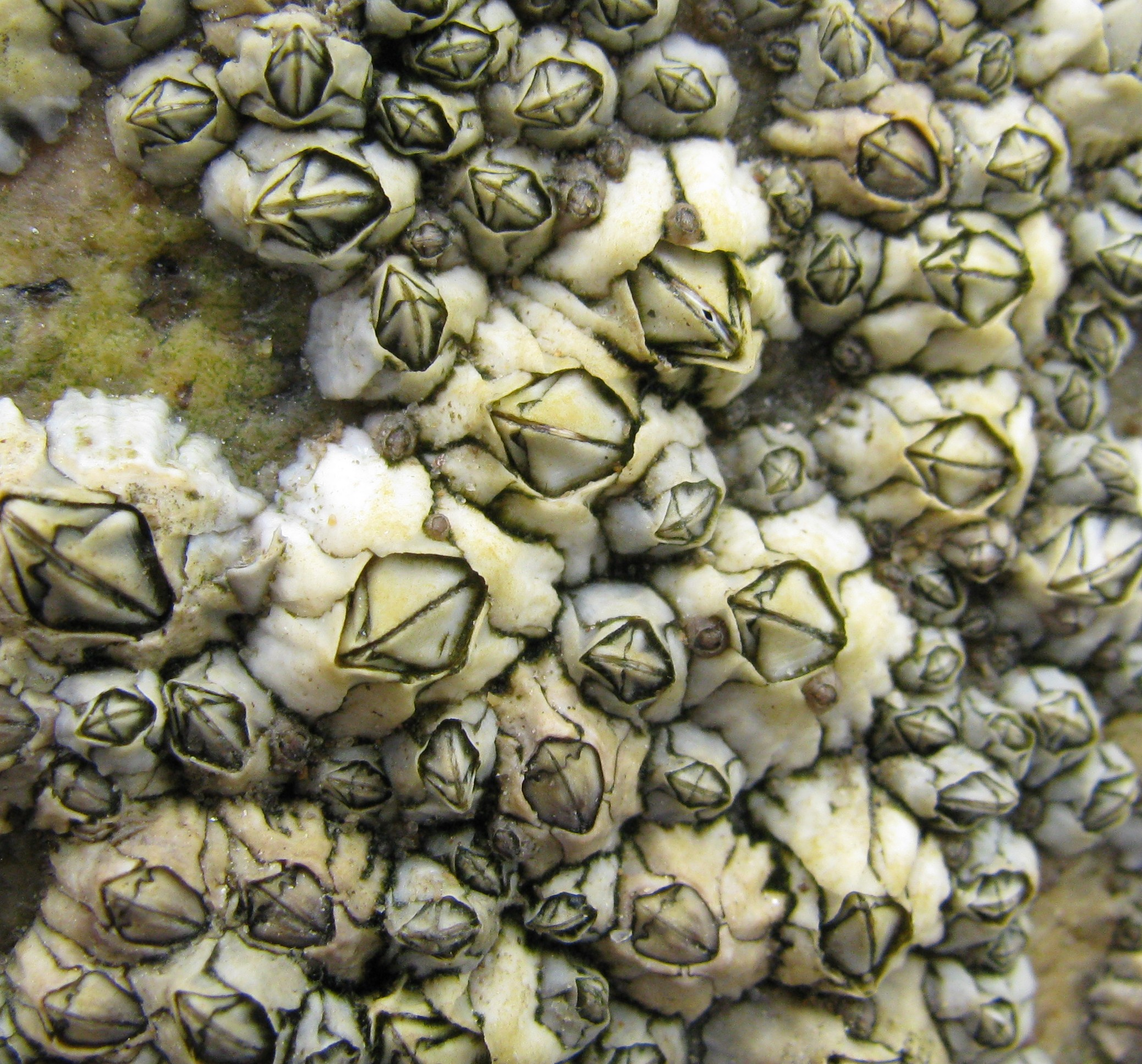
Semibalanus en compétition avec Elminius modestus (individus bleutés).

Aux niveaux inférieurs les fixations sont très nombreuses et le taux de survie initial élevé ce qui entraîne une forte compétition intraspécifique pour l’espace : certains individus sont décollés ou écrasés par leurs voisins et les survivants prennent la forme de colonnes juxtaposées.
D’autre part les populations de Semibalanus sont soumises à la pression des prédateurs. Les patelles (Patella spp) broutent les cypris et les jeunes nouvellement métamorphosés, mais le principal prédateur des balanes adultes est le pourpre Nucella (Thais, = Purpura) lapillus qui écarte les valves operculaires et dévore les parties molles. Sa consommation journalière est de l’ordre de 1 à 2 balanes. Le pourpre peut s’attaquer à de jeunes balanes de 5 à 6 semaines (longueur = 2,8 mm) cependant lorsqu’il a le choix il délaisse les individus de petite taille pour s’attaquer principalement aux plus grands. Il en résulte que
les Semibalanus du bas de l’estran ne dépassent guère l’âge de 2 ans.
D’autres prédateurs sont susceptibles de consommer les Semibalanus, notamment des étoiles de mer (Asterias rubens) des poissons comme la blennie (Lipohrys pholis) et des nudibranches.
La mortalité dans les niveaux inférieurs est donc due surtout à des facteurs biotiques (compétition intraspécifique, prédation) alors qu’elle est plutôt due à des facteurs physiques (dessication notamment) dans les niveaux supérieurs.
La croissance de Semibalanus, variable selon le niveau et la latitude, est très rapide initialement. Sa longueur moyenne atteindrait à la fin de la première année 5 mm environ à l’île de Man contre 2,5 mm à 3 mm à Saint Malo.

### Alimentation
La nourriture de Semibalanus se compose de plancton végétal (phytoplancton) et animal (petit zooplancton) ainsi que de diverses particules de matière organique (détritus) en suspension dans l’eau. Elle est récoltée par les trois dernières paires de cirres qui opèrent de deux façons différentes principalement :

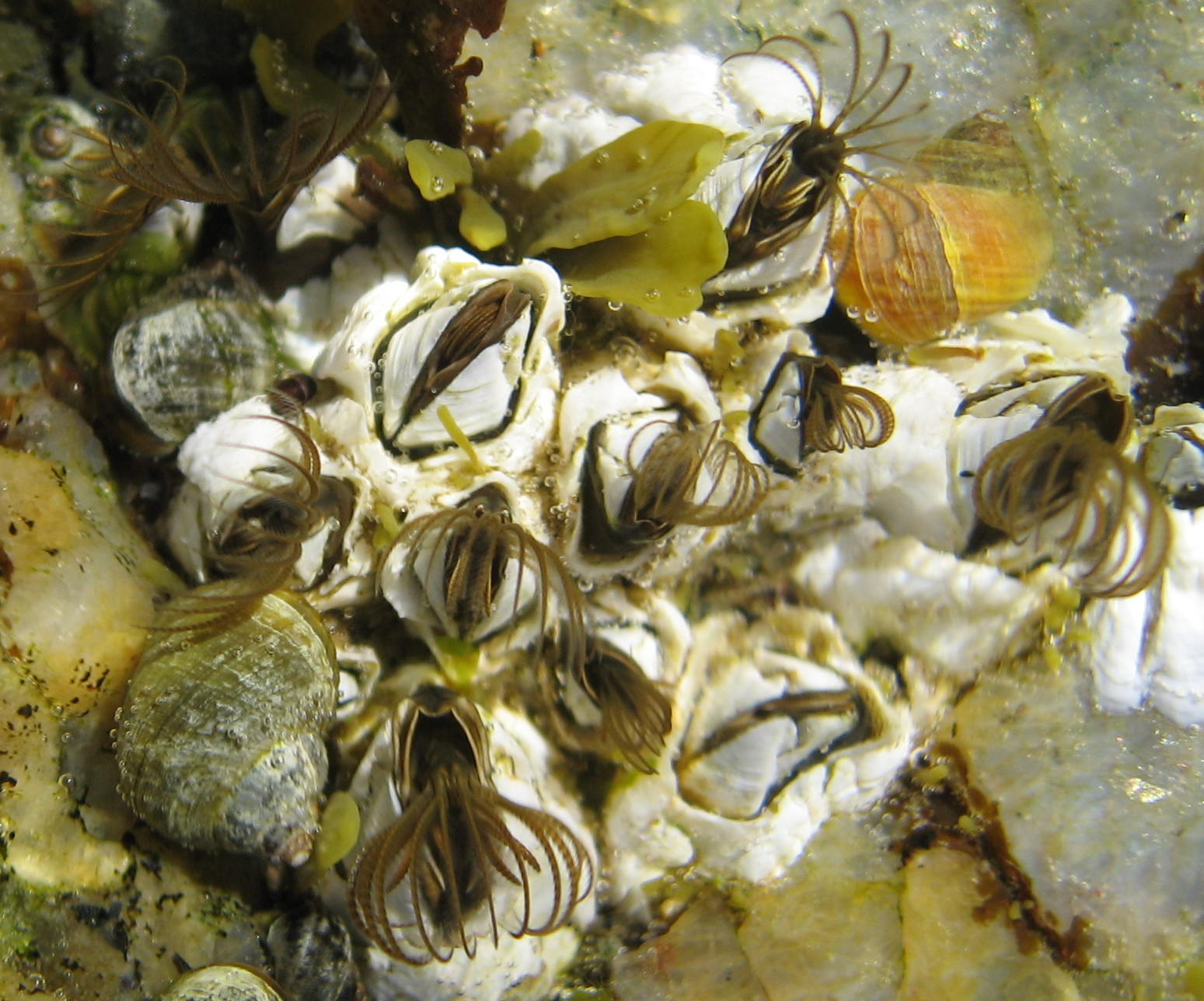
Semibalanus, cirres étendus.

- les cirres sont étalés face au courant (le panache est orientable, par rotation, par rapport à la muraille) durant quelques secondes (jusqu’à 12 secondes) voire plusieurs minutes et rétractés à l’intérieur de la muraille lorsqu’ils ont récolté des particules. C’est une filtration passive. 
- les cirres sont étalés hors de la muraille et rabattus immédiatement selon un rythme plus ou moins rapide mais qui atteint sa valeur maximale d’environ 6 battements en 10 secondes à des températures comprises entre 17 et 20 °C.
Semibalanus apparaît donc comme un animal microphage, suspensivore, filtreur. C’est un consommateur primaire et secondaire ainsi qu’un récupérateur.

### Importance économique
Bien qu’apparemment sans importance économique puisqu’elle ne fait l’objet d’aucune exploitation Semibalanus intervient de manière importante, avec les autres balanomorphes, dans le cycle de la matière vivante des eaux côtières, d’une part, en ce qui concerne les adultes, en tant que consommateur de plancton et donc de compétiteur vis-à-vis d’espèces commerciales comme les mollusques bivalves (huîtres, moules etc.), d’autre part, en tant que larves comme consommateur (de phytoplancton principalement) et comme proie pour des organismes microphages comme les alevins de poissons par exemple.
On a estimé la population de Semibalanus à 1 milliard d’individus pour 1 km de côte sur l’île de Man, qui produiraient quelque mille milliards de larves!
Sur le côte est du Canada où Semibalanus balanoides est, en dehors des zones estuariennes, la seule balane présente sur les estrans, ses larves représentent 20 % du zooplancton de printemps.
C’est aussi un agent de salissure des coques de bateaux et de diverses structures immergées qu’il peut coloniser massivement au printemps. Il est à noter que, si dans les conditions naturelles sa présence est limitée à la zone de balancement des marées Semibalanus est capable de se fixer sur des supports immergés en permanence et d’y manifester une croissance plus rapide que sur l’estran.

### Répartition géographique
Semibalanus balanoides est une espèce boréale présente depuis la latitude du Spitzberg (80° N) jusqu’à celle de la Gironde (45°40 N). Des populations se trouvent également dans les rias relativement froides du nord de l’Espagne (Galice).
L’espèce est également présente, en tant que « forme » ou sous-espèce, sur les côtes est de l’Amérique du Nord ainsi que dans le nord du Pacifique.